# Rent a Hero
Rent a Hero (レンタヒーロー?, Rent a Hīrō) è un videogioco di ruolo sviluppato e pubblicato da SEGA nel 1991 per Sega Mega Drive.
Distribuito per Wii tramite Virtual Console, del videogioco è stato realizzato un remake per Sega Dreamcast, in seguito convertito per Xbox.
Il protagonista del gioco, Taro Yamada, compare come personaggio giocante nel picchiaduro Fighters Megamix.